# Grandon Rhodes
Pour les articles homonymes, voir Rhodes (homonymie).
Grandon Neviers Augustine Rolker, né le 7 août 1904 à Jersey City (New Jersey) et mort le 9 juin 1987 à Los Angeles (quartier d'Encino, Californie), est un acteur américain, connu sous le nom de scène de Grandon Rhodes.

## Biographie
Grandon Rhodes entame sa carrière au théâtre et joue notamment à Broadway (New York), où il débute en 1924 dans Antoine et Cléopâtre de William Shakespeare (avec Jane Cowl et Dennis King). Là, suivent six autres pièces, la deuxième en 1934, les deux dernières en 1945.
Au cinéma, il contribue comme acteur de second rôle (parfois non crédité) à cent-trois films américains sortis entre 1942 et 1965, dont L'Ombre d'un doute d'Alfred Hitchcock (1943, avec Teresa Wright et Joseph Cotten), Né pour tuer de Robert Wise (1947, avec Claire Trevor et Lawrence Tierney), Histoire de détective de William Wyler (1951, avec Kirk Douglas et Eleanor Parker), Désirs humains de Fritz Lang (1954, avec Glenn Ford et Gloria Grahame), ou encore Le Rock du bagne de Richard Thorpe (1957, avec Elvis Presley et Judy Tyler).
À la télévision américaine, outre trois téléfilms (1945-1953), il apparaît dans soixante-treize séries de 1951 à 1968, dont Lassie (sept épisodes, 1956-1959), la série policière Perry Mason (seize épisodes, 1957-1966), et surtout la série-western Bonanza (vingt-six épisodes, 1960-1967).

## Théâtre à Broadway (intégrale)
- 1924 : Antoine et Cléopâtre (Antony and Cleopatra) de William Shakespeare, mise en scène de Frank Reicher : Proculeius
- 1934 : Les Horizons perdus (Lost Horizons) d'Harry Segall, adaptation et mise en scène de John Hayden : Keegan
- 1935 : Ceiling Zero de Frank Wead, mise en scène d'Antoinette Perry : Fred Adams[1]
- 1938-1939 : Abe Lincoln in Illinois (en) de Robert E. Sherwood, mise en scène d'Elmer Rice, décors de Jo Mielziner : Joshua Speed[2] (remplacement, dates non spécifiées)
- 1940-1941 : Flight to the West de (et mise en scène par) Elmer Rice : Capitaine Arthur Hawkes
- 1945 : The Deep Mrs. Sykes de (et mise en scène par) George Kelly : M. Taylor
- 1945 : A Boy Who Lived Twice de Leslie Floyd Egbert et Gertrude Ogden Tubby : Randall Hastings

## Filmographie partielle

### Cinéma
- 1942 : Croisière mouvementée (Ship Ahoy) d'Edward Buzzell : Lieutenant commander Thurston
- 1943 : L'Ombre d'un doute (Shadow of a Doubt) d'Alfred Hitchcock : Révérend MacCurdy
- 1943 : Convoi vers la Russie (Action in the North Atlantic) de Lloyd Bacon : un lieutenant commander
- 1944 : L'Imposteur (The Impostor) de Julien Duvivier : un capitaine
- 1944 : J'avais cinq fils (The Fighting Sullivans) de Lloyd Bacon : un docteur de la marine
- 1944 : Le Président Wilson (Wilson) d'Henry King : un journaliste
- 1944 : Une femme sur les bras (Practically Yours), de Mitchell Leisen : Mac
- 1946 : L'Impératrice magnifique (Magnificent Doll) de Frank Borzage : Thomas Jefferson
- 1947 : Et tournent les chevaux de bois (Ride the Pink Horse) de Robert Montfomery : M. Edison
- 1947 : Too Many Winners de William Beaudine : John Hardeman
- 1947 : Né pour tuer (Born to Kill) de Robert Wise : Inspecteur Wilson
- 1948 : La Femme aux cigarettes (Road House) de Jean Negulesco : le juge
- 1949 : Les Fous du roi (All the King's Men) de Robert Rossen : Floyd McEvoy
- 1949 : Le Pigeon d'argile (Clay Pigeon) de Richard Fleischer : Agent Clark
- 1949 : La Chevauchée de l'honneur (Streets of Laredo) de Leslie Fenton : Phil Jessup
- 1949 : L'enfer est à lui (White Heat) de Raoul Walsh : Dr Harris
- 1950 : L'Aigle et le Vautour (The Eagle and the Hawk) de Lewis R. Foster : Gouverneur Lubbock du Texas
- 1950 : Dangereuse Mission (Wyoming Mail) de Reginald Le Borg : Sénateur Dowell
- 1950 : Tripoli de Will Price : Commandant Barron
- 1950 : L'Engin fantastique (The Flying Missile) d'Henry Levin : Capitaine Whitaker
- 1950 : Comment l'esprit vient aux femmes (Born Yesterday) de George Cukor : Sanborn
- 1951 : Les Amants de l'enfer (Force of Arms) de Michael Curtiz : un médecin militaire
- 1951 : Histoire de détective (Detective Story) de William Wyler : Détective O'Brien
- 1951 : La Princesse de Samarcande (The Golden Horse) de George Sherman : un émir
- 1951 : Feu sur le gang (Come Fill the Cup) de Gordon Douglas : Dr Ross
- 1952 : L'Homme à l'affût (The Sniper) d'Edward Dmytryk : Warren Fitzpatrick
- 1952 : Un si doux visage (Angel Face) d'Otto Preminger : le chapelain de la prison
- 1953 : Meurtre prémédité (A Blueprint for Murder) d'Andrew L. Stone : Juge James J. Adams
- 1953 : L'Homme au masque de cire (House of Wax) d'André de Toth : un chirurgien
- 1953 : Mon grand (So Big) de Robert Wise : Bainbridge
- 1954 : Désirs humains (Human Desire) de Fritz Lang : John Owens
- 1954 : Le Secret des Incas (Secret of the Incas) de Jerry Hopper : M. Winston
- 1954 : Une étoile est née (A Star Is Born) de George Cukor : un producteur à la première
- 1955 : La Revanche de la créature (Revenge of the Creature) de Jack Arnold : Jackson Foster
- 1955 : Le Procès ou Mon fils est innocent (The Trial) de Mark Robson : Professeur Terry Bliss
- 1955 : Pavillon de combat (The Eternal Sea) de John H. Auer
- 1955 : Le Rendez-vous de quatre heures (Texas Lady) de Tim Whelan : Nickerson
- 1956 : Passé perdu (These Wilder Years) de Roy Rowland : Roy Oliphant
- 1956 : Les soucoupes volantes attaquent (Earth vs. the Flyiing Saucers) de Fred F. Sears : Général Edmunds
- 1957 : Le Rock du bagne (Jailhouse Rock) de Richard Thorpe : Professeur August van Alden
- 1959 : La police fédérale enquête (The FBI Story) de Mervyn LeRoy : un prêtre aux funérailles
- 1961 : Branle-bas au casino (The Honeymoon) de Richard Thorpe : un sénateur
- 1964 : Rivalités (Where Love Has Gone) d'Edward Dmytryk : un banquier

### Télévision
(séries)
- 1956-1959 : Lassie
  - Saison 3, épisode 2 Friendship (1956) de Lesley Selander et épisode 31 The Snob (1957) de Lesley Selander : Dr Stevens
  - Saison 4, épisode 5 The Berrypickers (1957) de Philip Ford, épisode 9 The Spartan (1957) de Ralph Murphy, épisode 18 The Crisis (1958) de Philip Ford, et épisode 29 The Hospital (1958) : Dr Stevens
  - Saison 6, épisode 14 In Case of Emergency (1959) : Dr Stewart
- 1957-1966 : Perry Mason, première série
  - Saisons 1 à 9, 16 épisodes : un juge
- 1959 : Texas John Slaughter
  - Saison 1, épisode 5 The Man from Bitter Creek : un docteur

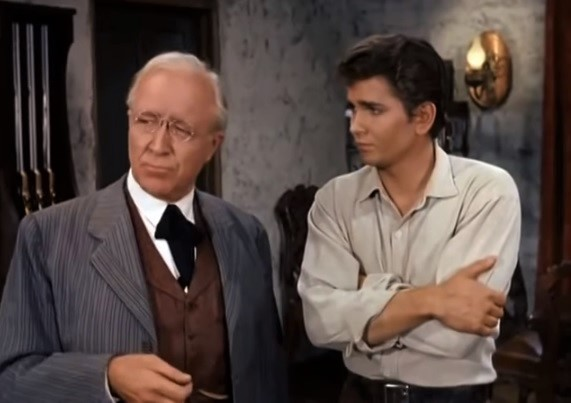
Avec Michael Landon (à d.) dans la série Bonanza, épisode L'Étoile des ténèbres (1960)

- 1960 : Denis la petite peste (Dennis the Menace)
  - Saison 1, épisode 17 Dennis and the Open House de Don Taylor : Malcolm Purdy
- 1960 : Échec et Mat (Checkmate)
  - Saison 1, épisode 6 Runaway de Don Medford : Cyrus
- 1960-1967 : Bonanza
  - Saisons 1 à 9, 26 épisodes : le docteur
- 1961 : Laramie
  - Saison 2, épisode 19 Cactus Lady : M. Thomson
- 1961 : Alfred Hitchcock présente (Alfred Hitchcock Presents)
  - Saison 6, épisode 34 Servant Problem d'Alan Crosland Jr. : Harold Standish
- 1961-1962 : 77 Sunset Strip
  - Saison 4, épisode 6 The Unremembered (1961) de George Waggner : Sam Hotchkiss
  - Saison 5, épisode 2 Leap, My Lovely (1962) d'Irving J. Moore : Dr Luther Ackhardt
- 1962 : Monsieur Ed, le cheval qui parle (Mister Ed)
  - Saison 3, épisode 9 Ed, the Pilgrim d'Arthur Lubin : Smythe
- 1962 : Le Jeune Docteur Kildare (Dr Kildare)
  - Saison 2, épisode 12 The Bed I've Made de Don Taylor : Dr Evans
- 1963 : Les Hommes volants (Ripcord)
  - Saison 2, épisode 14 The Inventor : Dwight Carter
- 1963 : Dobie Gillis (The Many Loves of Dobie Gillis)
  - Saison 4, épisode 36 The Devil and Dobie Gillis : le commissaire-priseur
- 1965 : Laredo
  - Saison 1, épisode 10 Which Way Did They Go? : Wentworth
- 1965-1968 : The Beverly Hillbillies
  - Saison 3, épisode 23 Drysdale's Dog Days (1965) : le juge Crandell
  - Saison 6, épisode 26 The Soap Opera (1968) : le docteur
- 1966 : Le Fugitif (The Fugitive)
  - Saison 4, épisode 8 Wine Is a Traitor de Gerd Oswald : un physicien
- 1967 : Les Arpents verts (Green Acres)
  - Saison 2, épisode 16 His Honor de Richard L. Bare et épisode 26 Getting Even with Haney de Richard L. Bare : un juge